# 什帕基
49°58′22″N 25°23′27″E / 49.97278°N 25.39083°E
什帕基（烏克蘭語：Шпаки），是烏克蘭西部的村莊，隸屬利維夫州的佐洛奇夫區。該村面積0.6平方公里，海拔高度336米，2001年人口218，人口密度每平方公里363.33人。